# 다닐루 네쿠
다닐루 몬테시누 네쿠(포르투갈어: Danilo Montecino Neco, 1986년 1월 27일, 상파울루) 또는 다닐루 네쿠는 브라질의 축구 선수로, 포지션은 공격수다. 2010 시즌 제주 유나이티드, 2017 시즌 K리그 챌린지 성남 FC에서 활약한 바 있다. K리그 등록명은 네코였다.

## 축구인 생활

### 선수 생활
2004년 폰치 프레타에 입단하여 프로선수에 데뷔하였다. 2010년 초 K리그 제주 유나이티드에 임대로 입단하였다. 시즌 초반에는 팀의 기대에도 불구하고 골을 많이 넣지 못해 잠시 슬럼프에 빠져 있었지만 시즌 후반 플레이 오프 기간이 다가 오면서 득점력이 활발해져 정규리그 팀 준우승에 기여한다. 2010년 11월 28일 전북 현대 모터스와의 플레이 오프에서 후반전 30분에 결승골을 터뜨려 팀을 결승전으로 이끌었다. 2011년 제주 유나이티드에서의 임대를 마치고 원 소속팀으로 복귀하였으나 FC 알라니야 블라디캅카스로 이적한다. 이후 카자흐스탄으로 떠나며 FC 악퇴베에서 두 시즌동안 활약했다.

2017년 1월 5일 K리그 챌린지의 성남 FC로 이적했다.